# Елајза Душку
Елајза Душку (енгл. Eliza Dushku; IPA: ; Вотертаун, 30. децембра 1980) америчка је филмска и ТВ глумица. Рођена је у Вотертауну, у Масачусетсу, од оца албанског порекла и мајке енглеско-данског порекла. Најпознатија је по улогама у филмовима: Истините лажи, Џеј и Тихи Боб узвраћају ударац и Погрешно скретање, као и по ТВ серији властите продукције - Кућа лутака (где глуми Еко).

## Филмографија
| Улоге Елајза Душку |                                 |               |                 |          |
| Година             | Српски назив                    | Изворни назив | Улога           | Напомена |
| 1994.              | Истините лажи                   |               | Дејна Таскер    |          |
| 2000.              | Сви у напад                     |               | Миси Пантон     |          |
| 2001.              | Џеј и Тихи Боб узвраћају ударац |               | Сиси            |          |
| 2003.              | Погрешно скретање               |               | Џеси Берлингејм |          |